# Nati nel 1924/Maggio
| Questa pagina contiene informazioni ricavate automaticamente dalle voci biografiche con l'ausilio del template Bio e di un bot. L'aggiornamento è periodico e automatico e ricostruisce completamente la pagina. Se manca una persona in questa lista, sei pregato di non aggiungerla, ma accertati piuttosto che la sua voce biografica contenga il template Bio e che i dati anagrafici siano correttamente compilati. Se il template Bio manca, inseriscilo tu stesso o, in alternativa, metti l'avviso {{tmp\|Bio}} che ne segnala la mancanza. Se i dati riportati sono sbagliati, correggi direttamente la voce biografica; le modifiche saranno visibili in questa lista entro pochi giorni. Per chiarimenti vedi il progetto biografie. La lista contiene solo le 184 persone che sono citate nell'enciclopedia e per le quali è stato implementato correttamente il template Bio. Pagina aggiornata al 10 ago 2025. |

- 1º maggio - Mario Agüero, cestista cubano († 2001)
- 1º maggio - Viktor Petrovič Astaf'ev, scrittore russo († 2001)
- 1º maggio - Evelyn Boyd Granville, matematica e programmatrice statunitense († 2023)
- 1º maggio - Claudine Dupuis, attrice francese († 1994)
- 1º maggio - Federico Garofalo, pianista e compositore italiano († 2000)
- 1º maggio - Karel Kachyňa, regista e sceneggiatore ceco († 2004)
- 1º maggio - Grégoire Kayibanda, politico ruandese († 1976)
- 1º maggio - Terry Southern, scrittore e sceneggiatore statunitense († 1995)
- 1º maggio - Carletto Sposito, attore italiano († 1984)
- 1º maggio - Piero Torriti, storico dell'arte, critico d'arte e funzionario italiano († 2015)
- 1º maggio - Alan Arthur Wells, ingegnere britannico († 2005)
- 2 maggio - Theodore Bikel, attore e cantante austriaco († 2015)
- 2 maggio - James S Holmes, poeta e traduttore olandese († 1986)
- 2 maggio - Domenico Tosetti, antifascista e poliziotto italiano († 1950)
- 3 maggio - Yehuda Amichai, poeta e scrittore israeliano († 2000)
- 3 maggio - Ladislava Bakanic, ginnasta statunitense († 2021)
- 3 maggio - Renato Balestra, stilista italiano († 2022)
- 3 maggio - Aurelio Caminati, pittore italiano († 2012)
- 3 maggio - Jane Morgan, cantante e compositrice statunitense († 2025)
- 3 maggio - Isadore Singer, matematico statunitense († 2021)
- 3 maggio - Ken Tyrrell, pilota automobilistico britannico († 2001)
- 4 maggio - Senta Baudet-Goverts, olandese († 2018)
- 4 maggio - Ignazio Marcello Gallo, giurista e politico italiano († 2023)
- 4 maggio - Armando Mozzetta, calciatore italiano
- 4 maggio - Tat'jana Petrovna Nikolaeva, pianista e compositrice sovietica († 1993)
- 4 maggio - Sergio Scudeler, calciatore italiano († 2016)
- 5 maggio - Dante Della Terza, storico della letteratura e italianista italiano († 2021)
- 5 maggio - Ugo Illing, alpinista e ingegnere italiano († 2013)
- 5 maggio - Marcello Martone, rugbista a 15 italiano († 2023)
- 5 maggio - Theo Olof, violinista e docente olandese († 2012)
- 5 maggio - Sergio Riva, allenatore di calcio e calciatore italiano
- 6 maggio - Tommy Angell, schermitrice statunitense († 2022)
- 6 maggio - Francesco Antonazzi, dirigente sportivo, allenatore di calcio e calciatore italiano († 1995)
- 6 maggio - Eugenio Banzola, militare e partigiano italiano († 1945)
- 6 maggio - Efrem Casagrande, pianista, compositore e direttore di coro italiano († 1991)
- 6 maggio - Franco Della Peruta, storico italiano († 2012)
- 6 maggio - Patricia Kennedy Lawford, socialite e produttrice televisiva statunitense († 2006)
- 6 maggio - Maurice Mollin, ciclista su strada belga († 2003)
- 6 maggio - Mieczysław Rasiej, attivista polacco († 2007)
- 7 maggio - Carlos Alegre, cestista e allenatore di pallacanestro peruviano
- 7 maggio - Albert Band, produttore cinematografico, regista e sceneggiatore italiano († 2002)
- 7 maggio - Marjorie Boulton, scrittrice e esperantista britannica († 2017)
- 7 maggio - James Learmonth Gowans, medico britannico († 2020)
- 7 maggio - Arno Lustiger, storico e scrittore tedesco († 2012)
- 7 maggio - Antonino Perrone, politico italiano († 1994)
- 7 maggio - Leo Sharp, criminale statunitense († 2016)
- 8 maggio - Piero Confortini, medico italiano († 1981)
- 8 maggio - Bonifacio De Bortoli, canottiere italiano († 1977)
- 8 maggio - Diego Florettini, calciatore italiano († 2014)
- 8 maggio - Adriana Parrella, attrice, regista e doppiatrice italiana († 2013)
- 8 maggio - Kenneth Waltz, politologo statunitense († 2013)
- 8 maggio - Gerda Weissmann Klein, scrittrice e attivista polacca († 2022)
- 9 maggio - Jean Girault, regista, sceneggiatore e produttore cinematografico francese († 1982)
- 9 maggio - Elisabeth Kaza, attrice ungherese († 2004)
- 9 maggio - Bulat Šalvovič Okudžava, cantautore e poeta russo († 1997)
- 10 maggio - Georges Lapassade, filosofo, sociologo e antropologo francese († 2008)
- 10 maggio - Maria Mauban, attrice francese († 2014)
- 10 maggio - Goliarda Sapienza, scrittrice, attrice e partigiana italiana († 1996)
- 10 maggio - Settimio Todisco, arcivescovo cattolico italiano († 2025)
- 10 maggio - Senta Wengraf, attrice teatrale e attrice cinematografica austriaca († 2020)
- 10 maggio - Zahrad, poeta armeno († 2007)
- 11 maggio - Evgenij Borisovič Dynkin, matematico russo († 2014)
- 11 maggio - Antony Hewish, astronomo britannico († 2021)
- 11 maggio - Marino Marini, cantante, pianista e compositore italiano († 1997)
- 11 maggio - Luděk Pachman, scacchista cecoslovacco († 2003)
- 11 maggio - Oscar Valdambrini, trombettista italiano († 1996)
- 12 maggio - Claribel Alegría, poetessa, giornalista e scrittrice nicaraguense († 2018)
- 12 maggio - Mario Begni, calciatore italiano († 1965)
- 12 maggio - Mario Carbone, regista, direttore della fotografia e fotografo italiano († 2025)
- 12 maggio - Georges Dransart, canoista francese († 2005)
- 12 maggio - Michele Greco, mafioso italiano († 2008)
- 12 maggio - Aron Jakovlevič Gurevič, storico russo († 2006)
- 12 maggio - Evan Mecham, politico statunitense († 2008)
- 12 maggio - Piero Turchetti, regista italiano († 2003)
- 13 maggio - Enzo Andronico, comico e attore italiano († 2002)
- 13 maggio - Salvatore Ferrara, politico italiano († 1986)
- 13 maggio - Concetto Lo Bello, arbitro di calcio e politico italiano († 1991)
- 13 maggio - Giovanni Sartori, politologo e sociologo italiano († 2017)
- 13 maggio - Conrad Swan, ufficiale canadese († 2019)
- 14 maggio - Brad Anderson, fumettista statunitense († 2015)
- 14 maggio - Kenneth V. Jones, britannico († 2020)
- 14 maggio - Bruno Sutkus, militare lituano († 2003)
- 15 maggio - Árni Böðvarsson, esperantista, filologo e lessicografo islandese († 1992)
- 15 maggio - Sergio Bisotti, calciatore italiano
- 15 maggio - Filippo Franceschi, arcivescovo cattolico italiano († 1988)
- 15 maggio - Kai Frandsen, calciatore danese († 2013)
- 15 maggio - Franco Miele, pittore e critico d'arte italiano († 1983)
- 15 maggio - Michele Gaetano Pierangeli, politico e medico italiano († 1998)
- 15 maggio - Naim Pilku, cestista e allenatore di pallacanestro albanese
- 15 maggio - Ursula Thiess, attrice tedesca († 2010)
- 15 maggio - Élisabeth de Gaulle, francese († 2013)
- 16 maggio - Dawda Jawara, politico gambiano († 2019)
- 16 maggio - William Smith, nuotatore statunitense († 2013)
- 16 maggio - Domenico Tosi, calciatore italiano († 1979)
- 17 maggio - Leo Barnhorst, cestista statunitense († 2000)
- 17 maggio - Roy Bentley, calciatore e allenatore di calcio inglese († 2018)
- 17 maggio - Jean Erussard, ciclista su strada francese († 2006)
- 17 maggio - Bill Herman, cestista statunitense († 2010)
- 17 maggio - Hannes Messemer, attore tedesco († 1991)
- 17 maggio - Roger Mas, fumettista e illustratore francese († 2010)
- 17 maggio - Franca Scagnetti, attrice italiana († 1999)
- 17 maggio - Pasquale Testini, archeologo italiano († 1989)
- 18 maggio - Fabrizio Bartolini, calciatore italiano († 1991)
- 18 maggio - Gino Donè Paro, partigiano e rivoluzionario italiano († 2008)
- 18 maggio - Samson François, pianista e compositore francese († 1970)
- 18 maggio - Charlie Justice, giocatore di football americano statunitense († 2003)
- 18 maggio - Victor Lemberechts, calciatore belga († 1992)
- 18 maggio - Priscilla Pointer, attrice statunitense († 2025)
- 18 maggio - Mario Ramous, poeta, traduttore e saggista italiano († 1999)
- 18 maggio - Wolfgang Rindler, fisico austriaco († 2019)
- 18 maggio - Alfredo Sisi, dirigente sportivo e giocatore di baseball italiano († 2013)
- 19 maggio - Naum Borisovič Birman, regista sovietico († 1989)
- 19 maggio - Franz Eibler, sollevatore austriaco († 2010)
- 19 maggio - Vernon Ingram, biologo statunitense († 2006)
- 19 maggio - Sandy Wilson, compositore e paroliere britannico († 2014)
- 20 maggio - Freddy Borrás, cestista e allenatore di pallacanestro portoricano († 1999)
- 20 maggio - Ralph Hansch, hockeista su ghiaccio canadese († 2008)
- 20 maggio - Arthur Harnden, velocista statunitense († 2016)
- 20 maggio - Miloš Klimek, calciatore cecoslovacco († 1982)
- 20 maggio - Vincenzo Paladino, critico letterario e giornalista italiano († 2005)
- 20 maggio - Aldo Peruzzo, calciatore italiano († 2013)
- 20 maggio - Ivan Udodov, sollevatore sovietico († 1981)
- 20 maggio - Uco van Wijk, astronomo olandese († 1966)
- 21 maggio - Peggy Cass, attrice e comica statunitense († 1999)
- 21 maggio - Luigi Dal Pont, partigiano italiano († 1985)
- 21 maggio - Maria Adelaide di Lussemburgo, principessa lussemburghese († 2007)
- 21 maggio - Nikos Nīsiōtīs, dirigente sportivo e allenatore di pallacanestro greco († 1986)
- 21 maggio - Cotton Owens, pilota automobilistico statunitense († 2012)
- 21 maggio - Doris Schade, attrice tedesca († 2012)
- 21 maggio - Melchior Thalmann, ginnasta svizzero († 2013)
- 22 maggio - Yoshiaki Arata, fisico giapponese († 2018)
- 22 maggio - Charles Aznavour, cantautore, attore e diplomatico francese († 2018)
- 22 maggio - Willy e Yves Groux, fumettista francese († 2017)
- 22 maggio - Jiří Křižák, calciatore cecoslovacco († 1981)
- 22 maggio - John Ernest Randall, ittiologo statunitense († 2020)
- 23 maggio - Luigi Blasucci, critico letterario e italianista italiano († 2021)
- 23 maggio - Vivian Bonnell, attrice e cantante antiguo-barbudana († 2003)
- 23 maggio - Jack Coleman, cestista statunitense († 1997)
- 23 maggio - Karlheinz Deschner, storico e saggista tedesco († 2014)
- 23 maggio - Bette Henritze, attrice statunitense († 2018)
- 23 maggio - Bill McCutcheon, attore statunitense († 2002)
- 23 maggio - Piero Pombia, calciatore italiano († 1998)
- 23 maggio - Iramo Vanz, calciatore italiano († 2019)
- 24 maggio - Dino Ballacci, calciatore e allenatore di calcio italiano († 2013)
- 24 maggio - Jacques Dixmier, matematico francese
- 24 maggio - Benedetto Lanza, zoologo e biologo italiano († 2016)
- 24 maggio - José Manuel Martín, attore spagnolo († 2006)
- 25 maggio - Pierre Angel, calciatore e allenatore di calcio francese († 1998)
- 25 maggio - Edmond Haan, calciatore francese († 2018)
- 25 maggio - Rafael Iglesias, pugile argentino († 1999)
- 25 maggio - Germano Proverbio, religioso e latinista italiano († 2020)
- 25 maggio - Gianna Sammarco, attrice italiana († 2017)
- 25 maggio - Gordon Smith, calciatore scozzese († 2004)
- 25 maggio - Giuseppe Testa, partigiano italiano († 1944)
- 25 maggio - Attila Timár-Geng, cestista ungherese († 2004)
- 26 maggio - Arnaldo Benfenati, pistard e ciclista su strada italiano († 1986)
- 26 maggio - Mike Bongiorno, conduttore televisivo, conduttore radiofonico e partigiano italiano († 2009)
- 26 maggio - Brenda Helser, nuotatrice statunitense († 2001)
- 26 maggio - Henry-Louis de La Grange, musicologo e biografo francese († 2017)
- 26 maggio - Pietro Rossi, compositore di scacchi italiano († 2020)
- 26 maggio - Guglielmo Scheibmeier, ex bobbista italiano
- 27 maggio - Luigi Batzella, attore e regista italiano († 2008)
- 27 maggio - Irasema Dilian, attrice italiana († 1996)
- 27 maggio - Jaime Lusinchi, politico venezuelano († 2014)
- 27 maggio - Mario Maggi, storico italiano († 2013)
- 27 maggio - Steve Romanik, giocatore di football americano statunitense († 2009)
- 27 maggio - Vittorio Seghezzi, ciclista su strada italiano († 2019)
- 27 maggio - Karl Wolf, calciatore tedesco orientale († 2005)
- 28 maggio - Beryl Bartlett, tennista sudafricana († 2017)
- 28 maggio - Edoardo Guglielmino, scrittore italiano († 2009)
- 28 maggio - Alfonso di Hohenlohe-Langenburg, nobile e imprenditore spagnolo († 2003)
- 29 maggio - Luciano Della Mea, attivista, partigiano e giornalista italiano († 2003)
- 29 maggio - Miloslav Kříž, cestista e allenatore di pallacanestro cecoslovacco († 2013)
- 29 maggio - Vittorio Sonzogni, architetto e urbanista italiano († 2017)
- 30 maggio - Manlio Bertolin, calciatore italiano
- 30 maggio - Armando Peraza, percussionista cubano († 2014)
- 30 maggio - Norbert Schemansky, sollevatore statunitense († 2016)
- 30 maggio - Giorgio Trentin, regista e sceneggiatore italiano
- 31 maggio - Jean Debuf, sollevatore francese († 2010)
- 31 maggio - Gisela May, attrice e cantante tedesca († 2016)
- 31 maggio - Ida Presti, chitarrista e compositrice francese († 1967)
- 31 maggio - Giovanni Ranalli, politico e sindacalista italiano († 2018)
- 31 maggio - Patricia Roberts Harris, politica e diplomatica statunitense († 1985)
- 31 maggio - Giuseppe Trevisani, grafico, giornalista e traduttore italiano († 1973)